# 海洋物理学

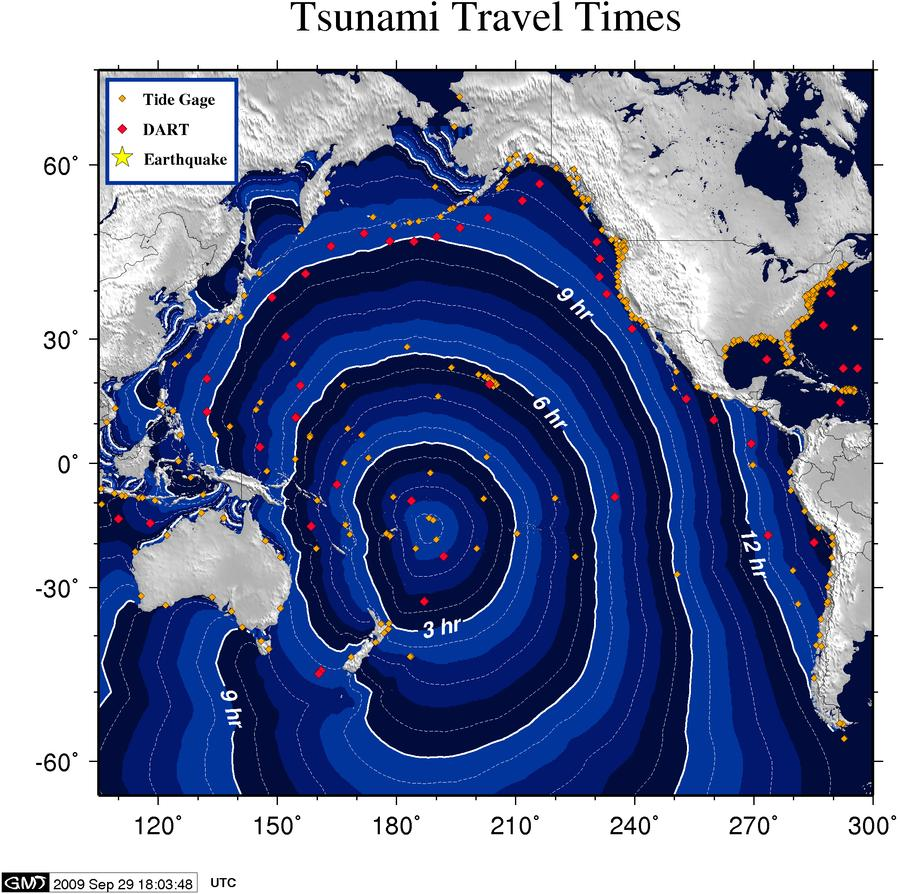
津波のメカニズム研究も海洋物理学の対象

海洋物理学（かいようぶつりがく、英: physical oceanography）とは、海流がどこをどのように流れているかなど、海洋の物理的な条件・状態及び運動を記述・研究する学問である。海洋物理学は「記述海洋物理学」（記述海洋学、descriptive physical oceanography）と「理論海洋物理学」から構成され、前者の目的は海洋観測による海洋の状態、変動、物質分布の解析および記述であり、後者の目的はそのメカニズムを説明する理論・数値モデルを構築することにある。

## 概要
記述海洋物理学に用いられる海洋観測は非常に多岐にわたり、海洋化学、海洋生物学とも重なる部分がある。観測船（みらいなどの研究船による観測航海や商船などの篤志観測船（英: Voluntary Observing Ship、略称：VOS）による観測）、漂流・固定ブイによる現場観測が主流であったが、技術的発展により様々な観測方法が提案され、海洋光学（光学の応用）、海洋音響学（音響学の応用）、衛星海洋学（人工衛星によるリモートセンシングの応用）などのサブカテゴリが存在する。
理論海洋物理学（海洋力学）は、気象力学とともに地球流体力学の一部分をなし、流体力学、熱力学などを基礎とした応用科学である。計算物理学の一分野としても発展しており、多くの海洋数値モデルプログラム（ほとんどは差分法による微分方程式の数値積分によって解かれ、有限要素法・境界要素法によるものは稀）がGPLなどのライセンスによって無料で公開されている。近年では地球シミュレーターなどの計算機の発展により、現実的な海洋に極めて近い状態をシミュレートできるまでに至っているが、混合のパラメタリゼーションなどの課題も多く残されている。